# 白山耧斗菜
白山耧斗菜（学名：Aquilegia japonica）为毛茛科耧斗菜属下的一个种。

## 扩展阅读
維基物種上的相關：白山耧斗菜